# Selecció xinesa de corfbol
La selecció xinesa de corfbol és dirigida per la Korfball Promotion Committee of China (KCCP) i representa Xina a les competicions internacionals de corfbol. La federació xinesa té la seu a Beijing.

## Història
| Campionat del Món |                      |                        |               |
| Any               | Campionat            | Seu                    | Classificació |
| 2007              | 8è Campionat del Món | Brno (República Txeca) | 16a plaça     |
| 2011              | 9è Campionat del Món | Shaoxing (Xina)        | 11a plaça     |

| Campionat d'Àsia |                     |                |               |
| Any              | Campionat           | Seu            | Classificació |
| 2008             | 2n Campionat d'Àsia | Jaipur (Índia) | 4a plaça      |